# Ectophasia micans
Ectophasia micans là một loài ruồi trong họ Tachinidae.